# Picturehouse
La Picturehouse è stata una società di produzione cinematografica formata nel 2005 come joint-venture di New Line Cinema e HBO Films, entrambe divisioni della Time Warner. La società è stata costituita con l'acquisizione da parte della New Line e della HBO del braccio di distribuzione della Newmarket Films insieme alla divisione speciale della New Line: Fine Line Features. Le sue uscite in DVD sono divise tra la HBO Home Video e la New Line Home Video.
Dopo che la Time Warner ad inizio 2008 inserì la New Line nella Warner Bros., la stampa di Hollywood ritenne che la Picturehouse e la Warner Independent Pictures si sarebbero fuse . Contrariamente a ciò, i vertici della Time Warner annunciarono, in data 8 maggio dello stesso anno, la chiusura di entrambe le aziende.